# Filipe de Valois, Duque de Orleães

O brasão de armas de Filipe, Duque de Orleães.

Filipe de Valois (Vincennes, 1 de julho de 1336 — Orleães, 1 de setembro de 1376), duque d'Orleães e de Touraine, para além de conde de Valois. Quinto filho de Filipe VI de França e de Joana de Borgonha.
Seu pai o nomeou duque d'Orleães em 1344, então um recém-ducado.
Casou-se em 18 de janeiro de 1345, com Branca de França (1 de abril de 1328 — 1392), filha de Carlos IV de França e de Joana d'Evreux; sem descendência.
Filipe teve um filho ilegítimo, Luís d'Orleães, que se tornou bispo de Poitiers e de Beauvais. Sem herdeiros legítimos, seus títulos e terras retornaram ao domínio real após sua morte.